# 팜 제벨 알리

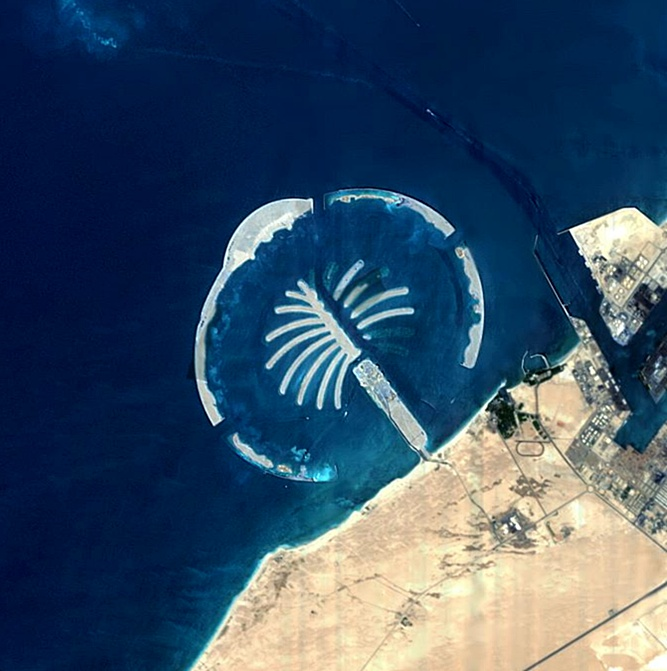
2005년에 촬영된 건설중인 팜 제벨 알리의 위성 사진

팜 제벨 알리(아랍어: نخلة جبل علي, 영어: Palm Jebel Ali)은 아랍에미리트 두바이 팜 아일랜드의 섬 중 하나이다. 두바이 최대의 항만 제벨 알리 항구의 서쪽에 있다. 2002년 10월에 건설을 시작하여 2008년에 완공될 예정이었지만, 건설이 늦어지고있다. 완성하면 25만명을 수용할 것으로 예상된다.

## 같이 보기
- 팜 아일랜드
- 더 월드
- 디 유니버스
- 두바이 워터프런트